# Guillaume de Joinville
Vous lisez un « bon article » labellisé en 2020.
Guillaume de Joinville, né vers 1170 et mort le 6 novembre 1226, est un prélat français d'origine champenoise de la fin du XIIe siècle et du début du XIIIe siècle. Il est le troisième fils de Geoffroy IV et de son épouse Helvide de Dampierre.
Tandis que ses frères aînés Geoffroy et Robert héritent des seigneuries de Joinville et de Sailly, il se consacre à la vie ecclésiastique et devient archidiacre de Châlons en 1191.
À partir de 1209, il succède à Robert de Châtillon et devient évêque de Langres et pair de France. Il fonde la ville neuve dite La-Villeneuve-l’Évêque  dans le val de Verbiesles ainsi que le prieuré voisin du Val des Écoliers lié au nouvel ordre des Écoliers du Christ. Puis il est le candidat du roi Philippe II Auguste pour devenir évêque de Metz, mais il doit laisser le siège à l'évêque de Spire Conrad de Scharfenberg.
Le 27 juillet 1214, il participe à la bataille de Bouvines aux côtés du duc de Bourgogne, Eudes III. 
Pendant la guerre de succession de Champagne, il apporte son soutien à la comtesse Blanche et son fils Thibaut conformément aux souhaits du pape Honorius III et du roi de France Philippe Auguste, alors que son frère Simon de Joinville combat aux côtés du prétendant Érard de Brienne et de son épouse Philippa de Champagne.
En 1219, ses qualités lui permettent d'accéder à la charge d’archevêque de Reims. Il procède à la cérémonie de l'inhumation de Philippe Auguste à la basilique Saint-Denis, de concert avec le cardinal-légat Conrad d'Urach, puis il sacre le nouveau roi Louis VIII le Lion à la cathédrale Notre-Dame de Reims le 6 août 1223.
En 1226, il accompagne le roi Louis VIII à la croisade des albigeois et est présent auprès de l'ost royal lors du siège d'Avignon. Tombant malade devant les murs de la ville, il préfère rentrer dans ses États. Toutefois, sa santé se détériore sur le chemin du retour et il meurt à Saint-Flour. Son corps est alors transporté jusqu'à l'abbaye de Clairvaux où il est inhumé.

## Biographie

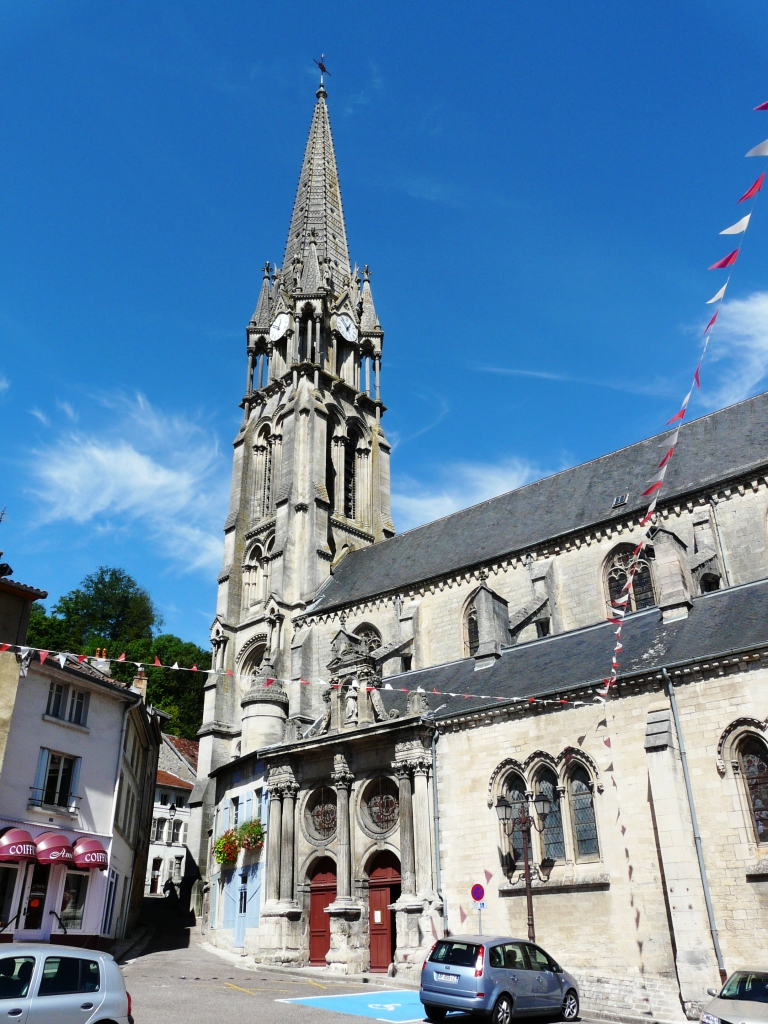
Église de la Nativité-de-Notre-Dame de Joinville dont le début de la construction date du XIIe siècle.

### Origines
Guillaume de Joinville est né vers 1170, probablement au château de Joinville. Il est le troisième fils de Geoffroy IV, seigneur de Joinville et sénéchal de Champagne, et de son épouse Helvide de Dampierre, elle-même fille de Guy Ier, seigneur de Dampierre et vicomte de Troyes, et de son épouse Helvide de Baudément,.
Il est donc le frère de Geoffroy V et de Simon, qui seront successivement seigneur de Joinville, ainsi que le petit-neveu de Guy de Joinville, évêque de Châlons de 1164 à sa mort en 1190 lors de la troisième croisade et l'oncle de Jean de Joinville, ami et chroniqueur de Saint Louis,.
Alors que ses deux frères aînés Geoffroy et Robert héritent des seigneuries de Joinville et de Sailly, Guillaume est destiné dès sa naissance à une carrière ecclésiastique. Il est ainsi confié à un précepteur en 1189 avant d'achever sa formation dans les écoles épiscopales à Reims puis de rejoindre ensuite Paris où il enseigne la théologie,. Dès 1191, il est nommé archidiacre de Châlons.
Selon certains historiens du XIXe siècle, Guillaume aurait également été moine à l'abbaye de Clairvaux avant de commencer sa carrière à Châlons-en-Champagne,,.

### Évêque de Langres

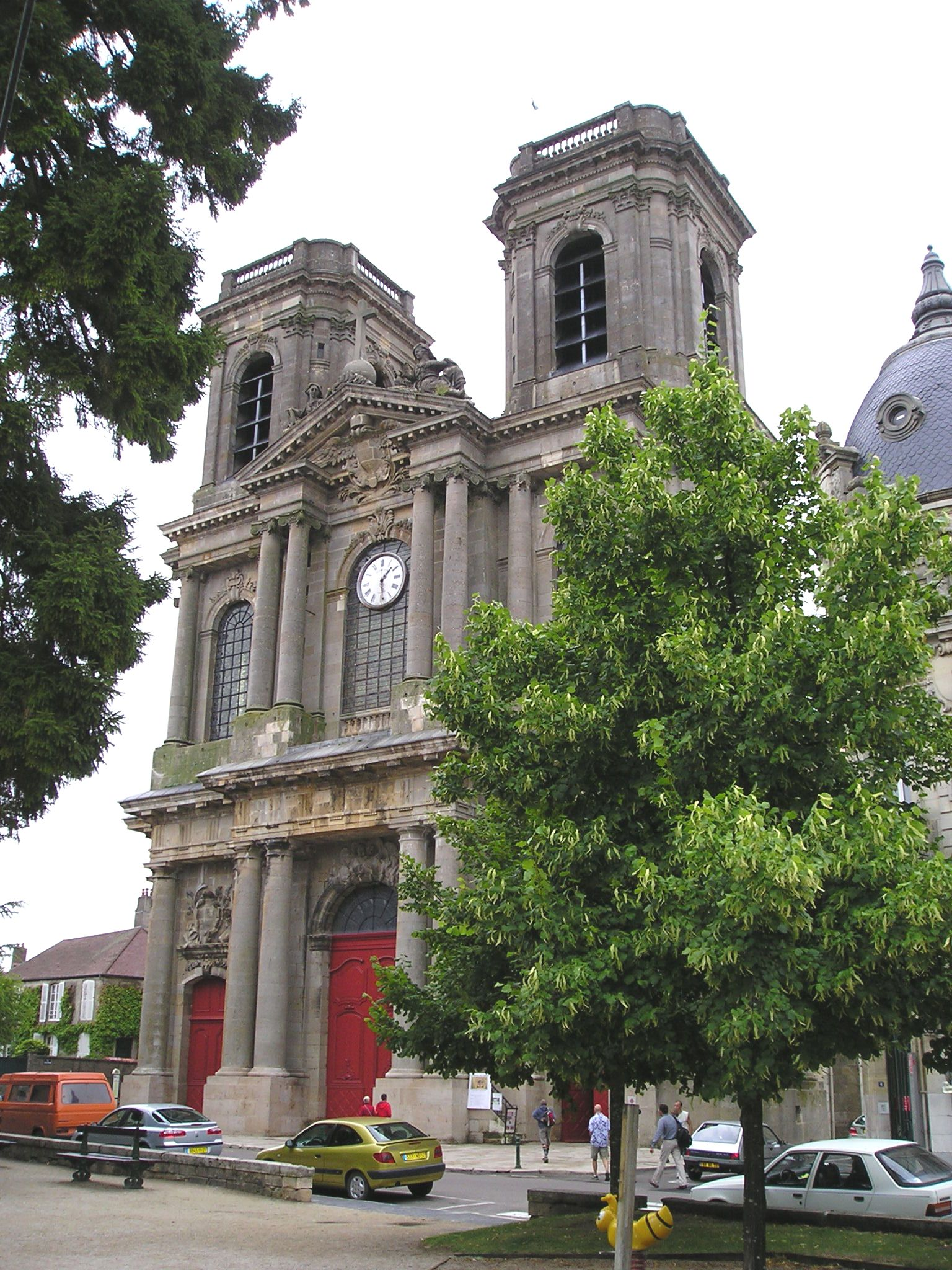
Cathédrale Saint-Mammès de Langres dont la construction date du XIIe siècle.

#### Accession au siège épiscopal de Langres
Guillaume de Joinville est élu évêque de Langres en 1209, après que son prédécesseur Robert de Châtillon meurt lors de son retour de la croisade des albigeois, il devient dès lors un pair de France.
Dans une charte de 1211, il est le premier à utiliser la formule Miseratione divina Lingonensis episcopus, soit « Évêque de Langres par la miséricorde divine », devenue classique par la suite pour les évêques.
En 1212, il est le candidat du roi Philippe Auguste pour devenir évêque de Metz, mais il se désiste et doit laisser le siège à Conrad de Scharfenberg, évêque de Spire.
En 1218, il fonde un collège de douze chanoines à la collégiale Saint-Pierre de Mussy-sur-Seine, où se situe la résidence d'été des évêques de Langres.

#### Fondation de La-Villeneuve-l’Évêque
Afin de protéger le château de Luzy qu'il venait d'acquérir, il fonde vers 1212 une ville neuve sur l'entrée du vallon de Verbiesles. Une charte de cette année explique qu'il donne à un certain maître Jean toutes les terres de la naissance de cette vallée pour les défricher et y établir des colons chargés de garder le passage,.
Le village porte d'abord le nom de La-Villeneuve-l’Évêque jusqu'en 1371 où il se constituera en corps de paroisse sous le titre de Laville-aux-Bois,.

#### Fondation de l'abbaye du Val des Écoliers

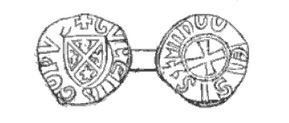
Denier de l'évêque de Langres Guillaume de Joinville frappé vers 1209 ou 1210.

C'est en 1201, en venant visiter une chapelle dédiée à la Sainte Vierge qui aurait existé dès le XIIe siècle, que Guillaume, docteur à l'université de Paris, décide de s'y fixer avec trois autres docteurs : Richard, Evrard et Manassès. Ils s'installent aux abords de la chapelle et sont rejoints par d'autres étudiants, ce qui donne au prieuré son nom de « Val des Écoliers ». Afin de favoriser ce nouvel ordre, Guillaume de Joinville leur donne en 1212 un terrain sur lequel ils peuvent construire leur prieuré.
Guillaume de Joinville approuve par la suite la règle de saint Augustin donnée à ce prieuré et leur fait diverses libéralités.

#### Guerre de succession de Champagne

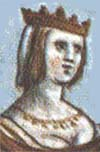
La comtesse Blanche de Navarre.

Avant même le début de la guerre de succession de Champagne, la comtesse régente Blanche de Navarre, anticipant les futures prétentions d'Érard de Brienne et de Philippa de Champagne, demande à ses vassaux de faire hommage à son jeune fils le futur Thibaud IV de Champagne, âgé de 13 ans et hériter du comté de Champagne. Simon de Joinville est alors le premier à prêter ce serment dès août 1214, et son frère Guillaume se porte caution de cette promesse et indique notamment qu'il frappera ses terres d'interdit et son frère d'excommunication si celui-ci ne respecte pas sa promesse d'aider Blanche et son fils Thibaut contre les filles d'Henri II de Champagne.
Mais Simon de Joinville ne respecte pas son serment et prend finalement parti pour son cousin Érard de Brienne contre la comtesse Blanche de Navarre et laisse au début de l'année 1216 son château de Joinville à Érard lorsque celui-ci commence de revendiquer le comté de Champagne par la force. Guillaume quant à lui suit la politique du pape Honorius III qui a apporté son soutien à la comtesse, à l'instar du roi de France. Guillaume montre son intégrité en 1216 en donnant son approbation au jugement de Philippe-Auguste qui affirme que le jeune Thibaut ne pourra être poursuivi avant ses 21 ans.
En 1217, lorsque Érard de Brienne et ses partisans sont excommuniés, Guillaume refuse d'appliquer cette sentence malgré les monitions papales et préfère temporiser. À la fin du conflit, quand Simon, défait, est contraint de se soumettre, le château de Joinville est confié à Guillaume qui se porte de nouveau garant de la fidélité de son frère et promet de livrer le château à Blanche et à Thibaut si les engagements pris par celui-ci ne sont pas respectés.

#### Cession de Montigny au comte de Champagne

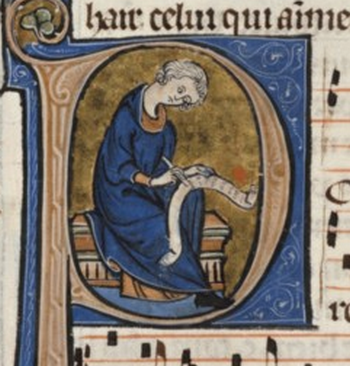
Le comte, dit le Chansonnier. Chansonnier Cangé, XIIIe siècle, BNF, Fr.846.

Lors de la guerre de succession de Champagne, de nombreux seigneurs du Bassigny ont pris le parti d'Érard de Brienne contre le comte de Champagne, aussi celui-ci cherche à essayer d'étendre ses possessions sur le diocèse de Langres,.
Alors qu'il a déjà acquis la seigneurie de Chaumont et qu'il convoite celle de Nogent, il souhaite établir une autre place forte dans le Bassigny. Afin de ne pas éveiller de soupçons, il se met d'accord avec Guillaume afin qu'il traite avec l'abbaye Saint-Bénigne de Dijon pour acheter le domaine de Montigny qui leur appartient et sur lequel ils possèdent un prieuré. La même année, Guillaume établit une charte qui associe le comte de Champagne à ses droits sur Montigny et qui stipule qu'ils peuvent d'un commun accord y établir une forteresse à frais communs,.
Dans les années suivantes, Thibaut achète aux successeurs de Guillaume l'autre moitié de Montigny et y commence la construction du château de Montigny-le-Roi,.

### Archevêque de Reims

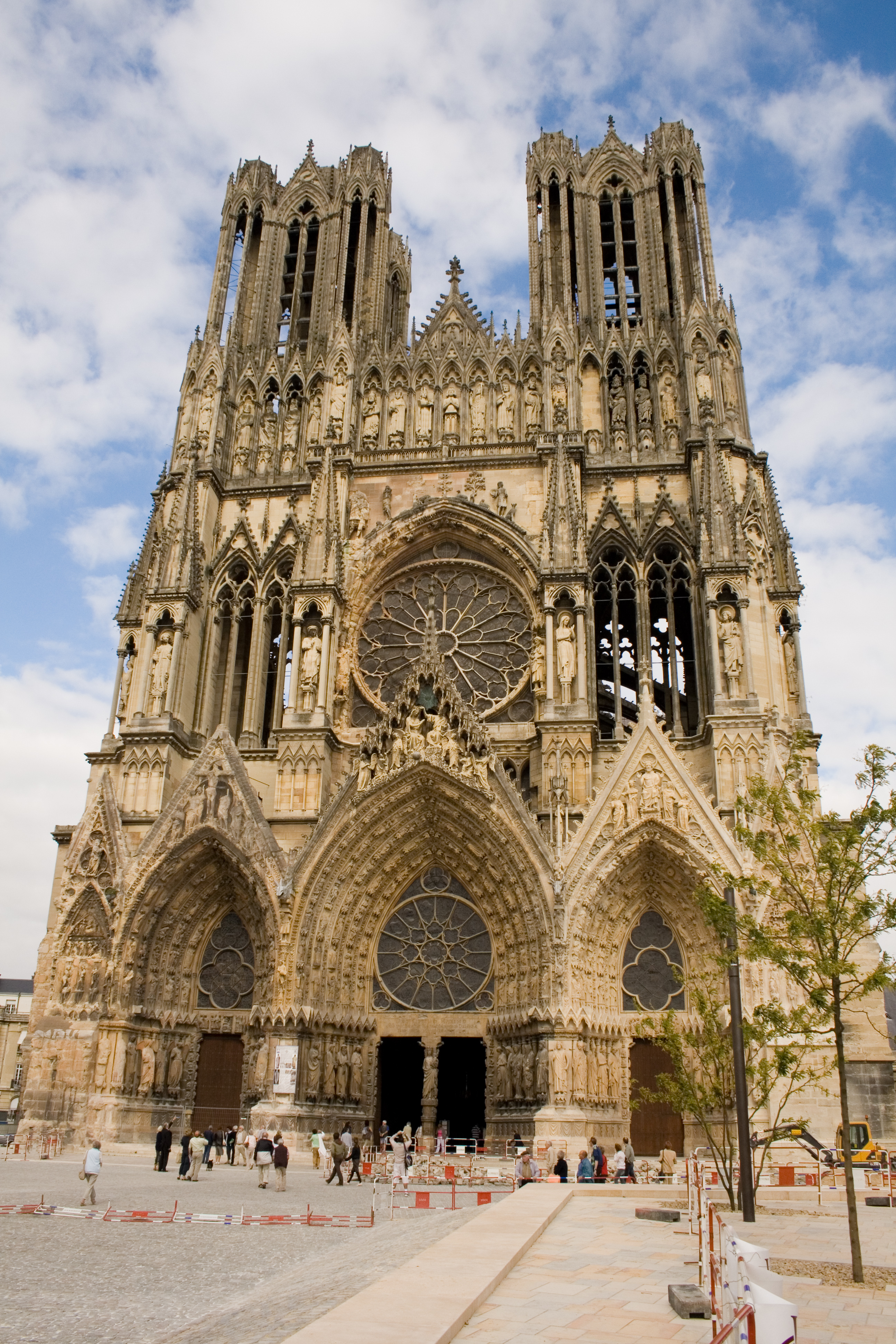
Cathédrale Notre-Dame de Reims dont la construction débute au commencement du XIIIe siècle sous Albéric de Humbert, prédécesseur de Guillaume de Joinville.

#### Translation à l’archevêché de Reims
En juin 1219, ses mérites le font transférer au siège archiépiscopal de Reims où il succède à Albéric de Humbert, mort en Italie lors de son retour de la cinquième croisade. Il prend possession de son poste le dimanche 9 juin 1219 et quelques jours plus tard reçoit l'hommage de la comtesse Blanche de Navarre et de son fils Thibaut de Champagne.
Grâce à ses qualités, il s'attire la confiance du pape Honorius III qui en fait son légat auprès du roi,.
Le 21 décembre 1221, à la demande d'Érard de Brienne et de Philippa de Champagne, il vidime et confirme la charte par laquelle ils renouvellent leur renonciation au comté de Champagne.
Puis en juin 1224, il déclare que Thibaut accorde à son frère Simon de Joinville, à charge d'hommage-lige, le titre de sénéchal de Champagne.

#### Sacre du roi de France

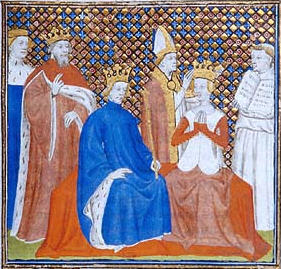
Couronnement de Louis VIII et de Blanche de Castille par Guillaume de Joinville sous le regard du roi de Jérusalem Jean de Brienne. Représentation des Grandes Chroniques de France, XVe siècle.

Le 14 juillet 1223, le roi Philippe Auguste meurt à Mantes et son corps est rapporté à la basilique Saint-Denis pour y être inhumé en grande pompe. Une dispute éclate alors entre Guillaume et le cardinal-légat Conrad d'Urach, qui s'occupe de l'affaire albigeoise, pour savoir lequel doit présider la cérémonie. Il est alors décidé que tous deux célèbrent chacun une messe en même temps et sur le même ton à deux autels voisins et qu'il leur serait répondu comme à un seul officiant. Il en est ainsi au grand étonnement de l’assemblée devant cette nouveauté.
En tant qu'archevêque de Reims, Guillaume de Joinville sacre Louis VIII le Lion et son épouse Blanche de Castille à la cathédrale Notre-Dame de Reims le 6 août 1223 en présence des grands du royaume, dont notamment Amaury VI de Montfort et Jean de Brienne, roi de Jérusalem.

#### Croisade des albigeois

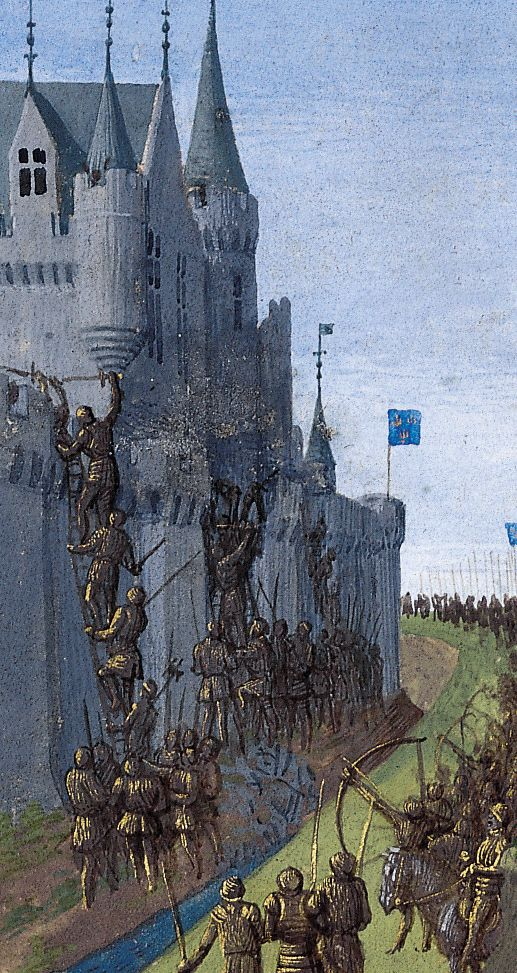
Détail de la miniature de Jean Fouquet montrant l'assaut des remparts d'Avignon lors de la croisade des albigeois.

Au début de l'année 1226, Guillaume de Joinville est présent parmi l'ost du roi Louis VIII le Lion qui a décidé d’intervenir en Occitanie, avec la bénédiction du pape Honorius III qui a déclaré la croisade contre les albigeois, afin de commencer le siège d'Avignon le 10 juin 1226.
Son frère Simon de Joinville le rejoint environ une semaine plus tard avec le comte Thibaut IV de Champagne, mais ils repartent après 40 jours, estimant leur devoir vassalique rempli, et quittent la croisade malgré les injonctions et menaces du roi de France,.
Puis Guillaume tombe malade devant les murs de la ville d'Avignon, probablement de la dysenterie qui avait frappé le camp des croisés, et décide de rentrer à Reims. Mais son état empire à Saint-Flour et il lui est impossible de continuer le voyage. Il meurt peu après le 6 novembre 1226, deux jours avant le roi Louis VIII, ce qui l’empêche de couronner le futur Saint Louis.
Son corps est ensuite ramené à l'abbaye de Clairvaux où il est inhumé au cimetière des moines, à proximité de plusieurs membres de sa famille. En 1311, son neveu Jean de Joinville fait inscrire sur sa tombe l'épitaphe : « Guillaumme qui gist en la tombe cuverte de plomb, qui fut evesque de Langres, puis arcevesque de Rains. »

### Découverte du tombeau de Guillaume de Joinville

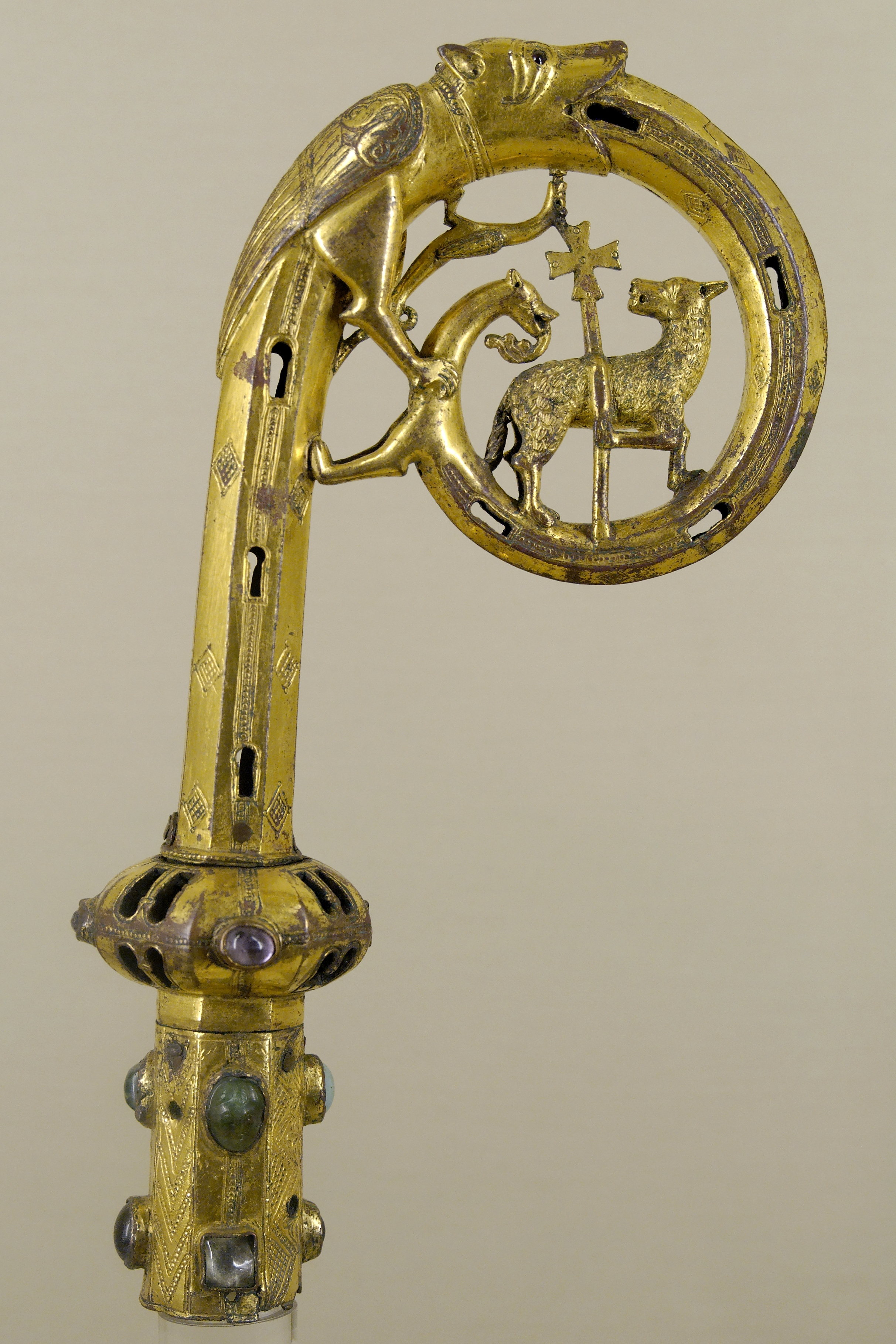
Crosseron en cuivre ciselé et doré avec grenats et cabochons de verre coloré, France, fin du. Provenance : abbaye de Clairvaux, 1819.

En 1820, lors de fouilles réalisées à l'abbaye de Clairvaux pour la construction de la grande tisseranderie, un tombeau en pierre de taille est découvert au milieu du cimetière des moines et dans lequel se trouvent, outre un squelette de grande taille, trois objets : un crosseron en cuivre fondu ciselé et doré avec des incrustations de grenats et des cabochons de verre coloré, un anneau en or et en argent doré surmonté d'un cabochon de saphir ovale et une épingle en or. Les restes d'une mitre en étoffe de soie et argent, ainsi que des lambeaux d'étoffes comportant des fils d'or et d'agent, sont également découverts.
L'étude scientifique de ces objets donne une datation du début du XIIe siècle ; ils sont compatibles avec ce que pourrait porter un évêque tel que Guillaume, sachant que les objets sont ceux qu'il aurait utilisés pendant la croisade des albigeois avant de mourir, même s'ils démontrent un certain goût pour l'apparat. De plus, la description de l'emplacement de la tombe correspond aux plans de l'abbaye et de son cimetière dressés avant sa destruction.

### Rapports avec son frère Simon de Joinville

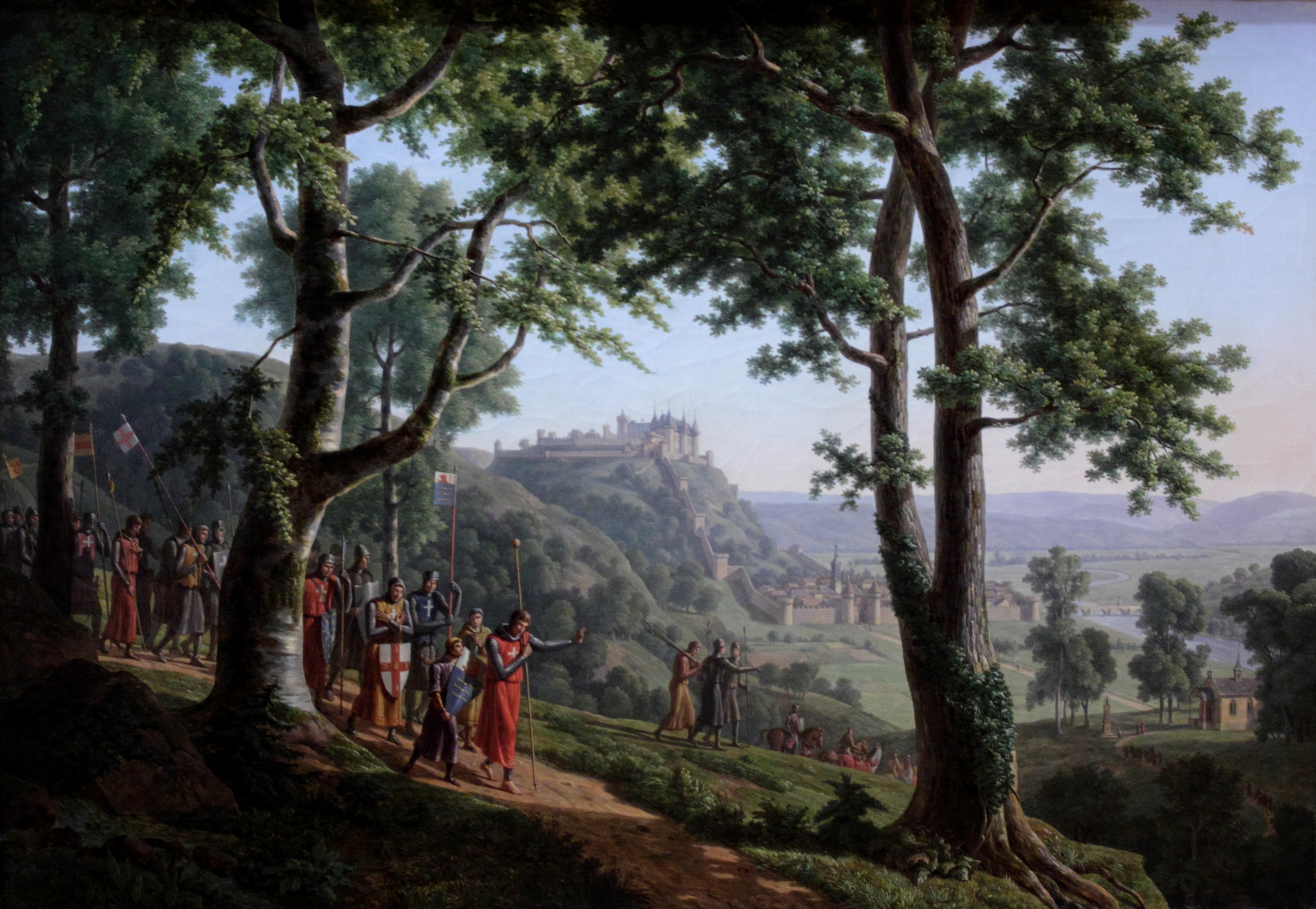
Alexandre Millin du Perreux, Vue du château et de la ville de Joinville, Musée des Beaux-Arts de Rennes.

Guillaume de Joinville semble être toujours resté fidèle à sa famille malgré les différents conflits qui ont fait rage.
Ainsi en 1218, son jeune frère Guy de Joinville, qui a obtenu du partage de leur frère aîné Geoffroy V la seigneurie de Sailly, s'estime lésé et revendique auprès de Simon de Joinville le sénéchalat de Champagne. Guillaume intervient alors comme arbitre entre ses deux frères et les incite à trouver un accord. Simon cède ainsi en septembre 1218 la moitié de toutes ses possessions en Champagne plus 40 livres et Guy renonce à toute prétention sur la sénéchaussée ainsi qu'à toute autre terre reçue en héritage par Simon. Guillaume dresse alors une charte qui fait savoir que la contestation entre ses deux frères est désormais réglée.
De même, tant au début et qu'à la fin de la guerre de succession de Champagne, Guillaume se porte caution de la fidélité de son frère Simon de Joinville, qui était partisan du prétendant Érard de Brienne et de son épouse Philippa de Champagne, alors que lui-même était resté aux côtés de la comtesse Blanche et de son fils Thibaut.
Puis en 1217, lorsque Érard de Brienne et ses partisans sont excommuniés, Guillaume refuse d'appliquer cette sentence malgré les monitions papales et préfère temporiser.
Enfin, à la fin du conflit, quand Simon, défait, est contraint de se soumettre, le château de Joinville est alors confié à Guillaume qui promet de le livrer à Blanche et à Thibaut si les engagements pris par son frère ne sont pas respectés.
Plus tard, Guillaume se porte de nouveau caution de son frère Simon, qui se retrouve endetté après ses guerres et croisades, et s’engage à restituer les emprunts de son frère si celui-ci fait défaut.